# Ludoznawstwo
Ludoznawstwo – amatorskie prace badawcze nad folklorem i kulturą ludową. Termin ten powstał w Niemczech pod koniec XVIII wieku i oznaczał „naukowe badanie ludu niemieckiego”. W polskiej nauce termin ten pojawił się w XIX wieku, a rozumiano go jako badanie kultury niższych warstw w społeczeństwach zróżnicowanych klasowo. Badania te, polegające na gromadzeniu, porządkowaniu i systematyzacji materiałów źródłowych, nie opierały się na świadomie przyjętych założeniach teoretycznych i metodologicznych, co odróżnia je od badań stricte etnograficznych (etnologicznych). Mimo to niekiedy termin „ludoznawstwo” stosowany był zamiennie z terminem „etnografia”.
Organizacją prac ludoznawczych na ziemiach polskich zajmowało się Polskie Towarzystwo Ludoznawcze założone w 1895 roku we Lwowie.
Czołowym polskim ludoznawcą był Oskar Kolberg, autor monumentalnego dzieła Lud.